# Lissonota stygialis
Lissonota stygialis är en stekelart som först beskrevs av Charles Thomas Brues 1910.  Lissonota stygialis ingår i släktet Lissonota och familjen brokparasitsteklar. Inga underarter finns listade i Catalogue of Life.